# Castro de Rey
Castro de Rey (galicisk: Castro de Rei) er en by og kommune i det nordvestlige Spanien i provinsen Lugo. Den har et indbyggertal på 5.041 (2024) indbyggere.